# برنارد دبليو. كلوز
برنارد دبليو. كلوز (بالإنجليزية: Bernard W. Close)‏ هو مهندس معماري أمريكي، ولد في 1889، وتوفي في 1972.